# Nephelistis fluminalis
Nephelistis fluminalis är en fjärilsart som beskrevs av Paul Dognin 1911. Nephelistis fluminalis ingår i släktet Nephelistis och familjen nattflyn. Inga underarter finns listade i Catalogue of Life.